# Lista de bairros de Luque (Paraguai)
Essa é lista dos 28 bairros da cidade paraguaia de Luque.

Bairros de Luque.

| N° (mapa) | Bairro                   |
| --------- | ------------------------ |
| 1         | Campo Grande             |
| 2         | Laurelty                 |
| 3         | Hugua de Seda            |
| 4         | Isla Bogado              |
| 5         | Cañada San Rafael        |
| 6         | Costa Sosa               |
| 7         | Ycuá Duré                |
| 8         | Maka'i                   |
| 9         | Yaguareté Corá           |
| 10        | Maramburé                |
| 11        | Primer Barrio            |
| 12        | Segundo Barrio           |
| 13        | Tercer Barrio            |
| 14        | Cuarto Barrio            |
| 15        | Zárate Isla              |
| 16        | Loma Merlo               |
| 17        | Ykua Karanda'y           |
| 18        | Yka'a                    |
| 19        | Mora Kue                 |
| 20        | Cañada Garay             |
| 21        | Yukyry                   |
| 22        | Itá Angu'a               |
| 23        | Marin Ka'aguy            |
| 24        | Tarumandy                |
| 25        | Itapuamí I               |
| 26        | Itapuamí II              |
| 27        | Tarumandy del Río Salado |
| 28        | Nueva Asunción           |